# 张在根
张在根（韓語：장재근，1962年1月2日—），韩国前男子短跑运动员。他曾参加1984年夏季奥运会和1988年夏季奥运会短跑比赛，还曾获得1982年亚洲运动会和1986年亚洲运动会男子200米金牌。